# Billy Ze Kick
Billy Ze Kick je francouzský hraný film z roku 1985, který režíroval Gérard Mordillat podle stejnojmenného románu Jeana Vautrina. Snímek měl světovou premiéru 18. prosince 1985.

## Děj
Podivné vraždy rozsévají ve městě paniku. Zdá se, že viníkem je Billy Ze Kick, hrdina, kterého si vymyslel otec, který vypráví jeho příběhy před spaním své dceři, která miluje kriminální příběhy.

## Obsazení
| Francis Perrin     | inspektor Chapeau |
| Dominique Lavanant | Madame Achere     |
| Zabou              | Juliette Chapeau  |
| Marie France       | Miss Peggy        |
| Patrice Valota     | Eugene            |
| Jacques Pater      | inspektor Cordier |
| Pascal Pistacio    | Hippo             |
| Cérise Bloc        | Julie-Berthe      |
| Michael Lonsdale   | komisař Bellanger |
| Yves Robert        | Alcide            |

## Ocenění
- César: nominace v kategorii nejslibnější herečka (Zabou)